# Universidad Federal Rural de Río de Janeiro

La Universidad Federal Rural de Río de Janeiro (UFRJ) es una institución de educación superior brasileña ubicada en el municipio de Seropédica, en Río de Janeiro. La sede de la institución cuenta con el campus más grande de América Latina, con aproximadamente 3.024 hectáreas y un conjunto arquitectónico de 131.346 metros cuadrados de área construida. Es conocida como la Universidad Rural de Brasil, por haber sentado las bases de la educación agrícola en el país.
La UFRRJ es una universidad de campus múltiples y cuenta con más de 40 cursos de pregrado, más de 35 cursos de posgrado y cuatro cursos técnicos en el Colégio Técnico da UFRRJ (CTUR). En el ranking 2013, elaborado por el diario Folha de S.Paulo, se ubicó entre las cinco mejores universidades del Estado de Río de Janeiro.
En el resultado de 2014 del Enade (Examen Nacional de Desempeño Estudiantil) ocupó el puesto 36 entre todas las instituciones evaluadas en Brasil y 4 en el estado de Río de Janeiro.
Según el ranking Top Universities está entre las posiciones 161-170 de las mejores instituciones de educación superior de América Latina.